# Cometa tipo Quirón
Un cometa tipo Quirón (cTQ) (en inglés: Chiron-type comet (CTc)) se refiere al miembro de una pequeña familia de cometas definida por tener un semieje mayor mayor que el de Júpiter (5,2 ua) y un parámetro de Tisserand con respecto a Júpiter (TJupiter) de más de 3.
La familia lleva el nombre de su miembro más grande y prominente, (2060) Quirón, designado oficialmente como cometa (95P/Chiron) y planeta menor de clase centauro, lo que desdibuja la línea entre los dos grupos.
Hay cuatro cometas numerados considerados miembros clásicos de esta familia: 39P/Oterma, 165P/LINEAR, 166P/NEAT y 167P/CINEOS.
Los cTQ son distintos de los cometas tipo Encke (cTE) y de los cometas de la familia de Júpiter (cFJ). A diferencia de los cometas tipo Quirón, los cFJ tienen un TJupiter inferior a 3 (normalmente con un período inferior a 20 años), mientras que los cTE tienen un semieje mayor más pequeño que el de Júpiter. Otro grupo, los cometas tipo Halley (CTH), sólo tienen una definición clásica, es decir, un período de entre 20 y 200 años. Los miembros de la familia cTQ tienen una vida dinámica de 6,5 millones de años, mucho más que los 50 000 años atribuidos a los cometas de la familia de Júpiter.